# HD103679
HD103679 — хімічно пекулярна зоря спектрального класу B9, що має видиму зоряну величину в смузі V приблизно  8,2.
Вона  розташована на відстані близько 2313,2 світлових років від Сонця.

## Пекулярний хімічний склад
Зоряна атмосфера HD103679 має підвищений вміст 
Si
.